# 都镇湾镇
都镇湾镇是中国湖北省宜昌市长阳土家族自治县所辖的一个乡镇。位于长阳中南部，清江南岸，北界清江，南与湖北省宜昌市五峰土家族自治县接壤。面积518平方千米，人口56000左右。镇政府驻地庄溪村，属于长阳土家族自治县国土面积最大的建制镇。
于1987年撤区建镇，2001年行政区划调整时，由原麻池乡、都镇湾镇合并为现有都镇湾镇。原麻池乡现正以麻池古寨红色旅游为契机，大力投资旅游业，积极融入清江画廊风景区。